# Ursula Winkelsett
Ursula „Uschi“ Winkelsett (* 1962 in Köln) war eine deutsche Politikerin (bis 2011 REP). Seit 1995 war sie mit kurzer Unterbrechung Vorsitzende des Landesverbandes Nordrhein-Westfalen und geschäftsführende Stellvertreterin des Bundesvorsitzenden Rolf Schlierer.

## Politische Karriere
Sie trat 1989 der Partei Die Republikaner (REP) bei.
Im Oktober 1999 wurde sie als Landesvorsitzende in einer Kampfabstimmung abgewählt und durch Burghard Schmanck ersetzt. Nach innerparteilichen Differenzen gab dieser aber nach kurzer Zeit auf. Seine Nachfolge trat sie wiederum an und stand dem Landesverband Nordrhein-Westfalen bis 2011 vor.
Auf dem Europaparteitag der REP am 15. November 2003 in Hiltrup wurde sie als Spitzenkandidatin für die Europawahl 2004 nominiert. Bei der Europawahl konnten die Republikaner mit 1,9 Prozent gegenüber der vorherigen Wahl leichte Zugewinne erzielen, verfehlten jedoch die Fünf-Prozent-Hürde deutlich.
Seit 1994 wurde sie regelmäßig alle zwei Jahre als Stellvertreterin des Bundesvorsitzenden Rolf Schlierer bestätigt. Seit 1998 war sie als geschäftsführende stellvertretende Bundesvorsitzende im Amt. Trotz Kritik, die nach der verlorenen Landtagswahl in Nordrhein-Westfalen 2005 von rechts außen stehenden Parteimitgliedern laut wurde, schaffte sie es, sich auf dem folgenden Landesparteitag in Herne im Oktober 2005 trotz dreier Gegenkandidaturen mit über 70 Prozent der Delegiertenstimmen erneut zur Landesvorsitzenden wählen zu lassen.
Im April 2011 wurde wegen ihrer anhaltenden Weigerung, mit der Regionalpartei Bürgerbewegung pro NRW zu kooperieren, von Seiten des Bundespräsidiums der Republikaner ein Ausschlussverfahren gegen Winkelsett in die Wege geleitet. Des Weiteren gab es seit Ende März 2010 keinen rechtmäßigen Landesvorstand Nordrhein-Westfalen der Republikaner mehr, da Winkelsett die maximal zweijährige Frist für eine Neuwahl gemäß dem Gesetz über die politischen Parteien hatte verstreichen lassen. Einer Bestätigung des Ausschlusses kam Winkelsett durch ihren Austritt am 19. Mai 2011 zuvor.
Seit 2011 ist sie nicht mehr politisch aktiv geworden.

## Privates
Ursula Winkelsett ist verheiratet, hat vier erwachsene Kinder und wohnt in Senden.